# Kolimá (región)
Kolimá (del ruso: Колыма́) [kəlɨˈma]) es una región histórica y geográfica situada al noreste de Rusia, en lo que popularmente era conocido como Siberia o más exactamente en el Extremo Oriente de Rusia. Limita con el mar de Siberia Oriental y el océano Ártico al norte y con el mar de Ojotsk al sur. En la actualidad, la región abarca el distrito autónomo de Chukotka y el óblast de Magadán, donde se encuentra la ciudad más poblada de Kolimá, Magadán. La región, parte de la cual se encuentra en el círculo polar ártico, está cubierta en su mayoría por la tundra y el permafrost.
Situada en la extremadamente remota región recibe su nombre del río Kolimá, de 2129 km de largo y que drena una cuenca de 680 000 km² y tiene un relieve entre 500 a 1000 m s.n.m. Esta cuenca está constituida por montañas al sur y al este, que alcanzan los 3.000 metros en el monte Chen, en los montes Cherski, y por la vasta llanura de Kolymá al norte, donde el río se desliza hacia el océano Ártico. Su caudal, de 4060 metros cúbicos por segundo, es el sexto mayor de Rusia, después del Yeniséi, Obi, Amur y Volga. El río Kolymá permanece helado a una profundidad de algunos metros durante más o menos 250 días al año, y sólo está libre de hielo desde principios de junio a principios de octubre. El clima de la región es subártico, con inviernos de seis meses de duración y temperaturas extremas que oscilan entre los -19 °C y -38 °C.
Kolimá es conocida por haber sido el destino final de las deportaciones en la URSS de Stalin y uno de los lugares donde se ubicaban los campos de trabajo del Gulag. Principalmente lo es a través de los relatos de Varlam Shalámov.

## Historia
Los prisioneros soviéticos, o «láguerniks», como se los llamaba habitualmente, hablaban del país helado de Kolimá como de "otro sistema". 
Kolimá es muy diferente de otras regiones asiáticas, y lo es en tantos aspectos, que se puede considerar metafóricamente como un mundo aparte. El alejamiento y el aislamiento, la severidad del clima, y las condiciones de vida muy duras han hecho de este infierno helado un lugar singular de Siberia. Los ciudadanos de la Unión Soviética temían a Kolimá más que a ninguna otra región del Archipiélago de Gulag: Kolymá znáchit smert («Kolimá significa muerte»), se decía en la época.
Kolimá presentaba una especificidad notable entre las numerosas regiones de Siberia del Norte: su riqueza en yacimientos de oro. Después del descubrimiento de su potencial minero, la región se convirtió en objeto de una explotación intensiva. Los prisioneros fueron la herramienta principal en esta operación llevada a cabo por el Estado. Millones de «enemigos del pueblo», utilizados como mano de obra esclava murieron en las minas de oro del norte siberiano. El sistema tenía un doble objetivo: la explotación de los recursos mineros y simultáneamente, la liquidación de los oponentes.
Mucho antes de que este territorio ignorado fuera conocido como el «horno crematorio blanco o el país de la muerte blanca», algunos exploradores rusos, cazadores y aventureros ya habían informado. Dos factores habían mantenido los pioneros rusos fuera de la región: su severo clima y el aislamiento geográfico. Estos factores combinados crearon una sólida barrera que retrasó el redescubrimiento de Kolymá hasta principios del siglo XX.
Los primeros exploradores de la región encontraron las condiciones climáticas de Kolimá demasiado duras. Los prisioneros soviéticos no tuvieron posibilidades de elegir. Tenían que soportar estas condiciones tanto tiempo como pudieran. Una máxima conocida en toda Rusia decía: "Kolimá, Kolimá, oh planeta encantado/el invierno tiene doce meses, lo que queda es el verano".
La inaccesibilidad de la región supuso el abandono de un proyecto de carretera entre Vladivostok y Magadán, la capital de Kolimá. El único enlace posible se hacía por vía marítima, de Vladivostok en el pequeño puerto de Magadán, Kamchatka y el puerto del mar ártico de Ambárchik. Se creó una flota de barcos de carga que transportaba a los prisioneros de ida o de vuelta.
En 1932 llegó el primer director de los campos de trabajo de Kolimá, Eduard Berzin (Eduard Berzin). Bajo su dirección, Kolimá se convirtió en la nueva frontera de la Unión Soviética. Toda la economía estaba basada en el trabajo forzado de los prisioneros. En 1937 Berzin es llamado a Moscú y es fusilado. En su lugar llegó el coronel Stepán Garanin, famoso por su crueldad.
Poco después, la primera carretera transversal hacia el norte pasó de 13 a 1.034 km, yendo de Magadán al puerto ártico de Ambárchik. Miles de campos de trabajo fueron construidos a lo largo de esta carretera y miles de minas, principalmente de oro, entraron en explotación.

### Establecimiento de la capital Magadán
La clave del desarrollo rápido era la capital de Kolimá, Magadán. Esta pequeña localidad de pescadores se desarrolló rápidamente en una activa colonia penitenciaria. Cientos de miles de prisioneros llegaban cada año destinados a los campos de trabajo. Constituían la población de Magadán y del país que la rodeaba, y se los consideraba destinados a trabajar hasta la muerte. Por consiguiente, Magadán, que contaba sólo con 165 casas en 1935, se convirtió en medio siglo en una ciudad de 165 000 habitantes.
Las publicaciones soviéticas describían la ciudad como un lugar agradable y moderno; vivo, en progreso y, sobre todo, libre. No hay ninguna referencia sobre el trabajo esclavo que provocó el nacimiento de la ciudad, ni a todas las nacionalidades soviéticas y a los numerosos prisioneros de países como China o los prisioneros de guerra japoneses de la Segunda Guerra Mundial, que vivieron, trabajaron y murieron en Magadán. Con el desmantelamiento de los campos de trabajo en los años 1950 y 1960, la memoria de los esclavos eliminados y de las víctimas de guerra han desaparecido de los libros de historia y los archivos de los despachos gubernamentales. Aunque ciertos informes han visto la luz a partir de los viejos archivos soviéticos, la negación de lo que sucedió en Kolimá continúa hasta nuestros días.

### El origen de los prisioneros
Los prisioneros, producto de las represiones estalinistas, empezaron a llegar a Kolymá a principios de los años 1930 para comenzar la explotación de los recursos naturales. La flota de transporte ad hoc transportaba su carga humana, sólo con billete de ida, al helado país del Norte. Muy pocos entre ellos pudieron regresar a su país de origen, y los que retornaron lo hicieron generalmente inválidos; víctimas de congelaciones severas. La mayoría descansa en las fosas comunes, excavadas en el permafrost, enterrados bajo montones de piedras o llevados por el deshielo de primavera hacia el océano Ártico.
Con el estallido de la Segunda Guerra Mundial en 1939 y la invasión del Este de Polonia por los soviéticos, se deportaron poblaciones de dicho país. Alrededor de dos millones de polacos fueron deportados a los vastos territorios de Siberia y Kazajistán por el NKVD. Fueron colocados en las instalaciones colectivas de la taiga o enviados como mano de obra esclava en los campos de regiones nórdicas alejadas.
Rápidamente, otros tres países anexionados a la Unión de Repúblicas Socialistas Soviéticas contribuyeron a proveer mano de obra en el sistema concentracionario del Gulag: Estonia, Letonia y Lituania, a los que se unieron posteriormente Ucrania y Bielorrusia.

## Galería

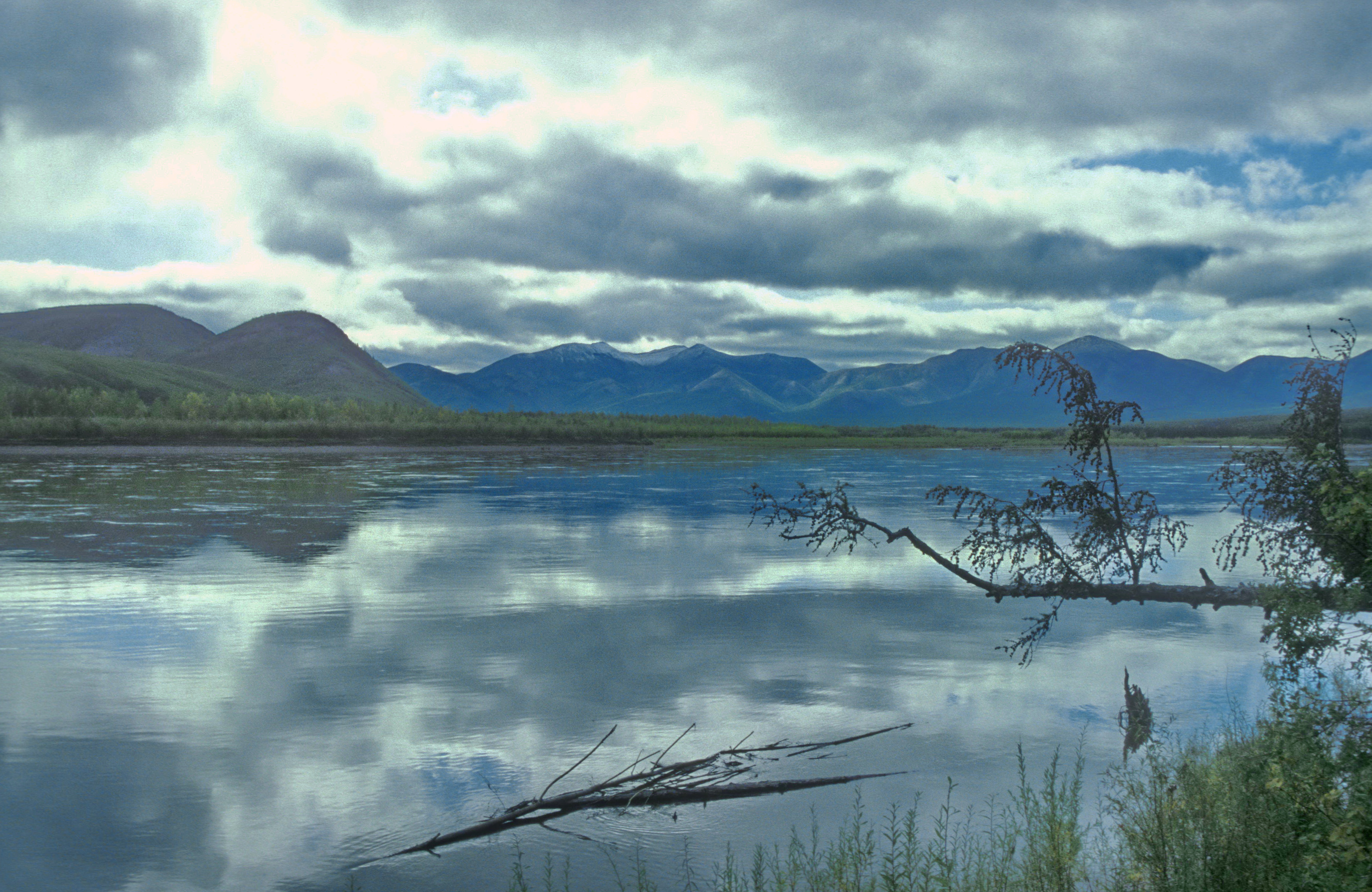
Колыма
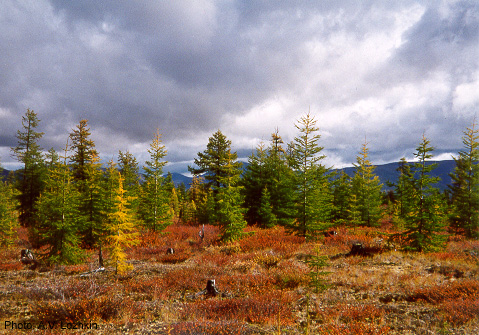
Superior Kolyma
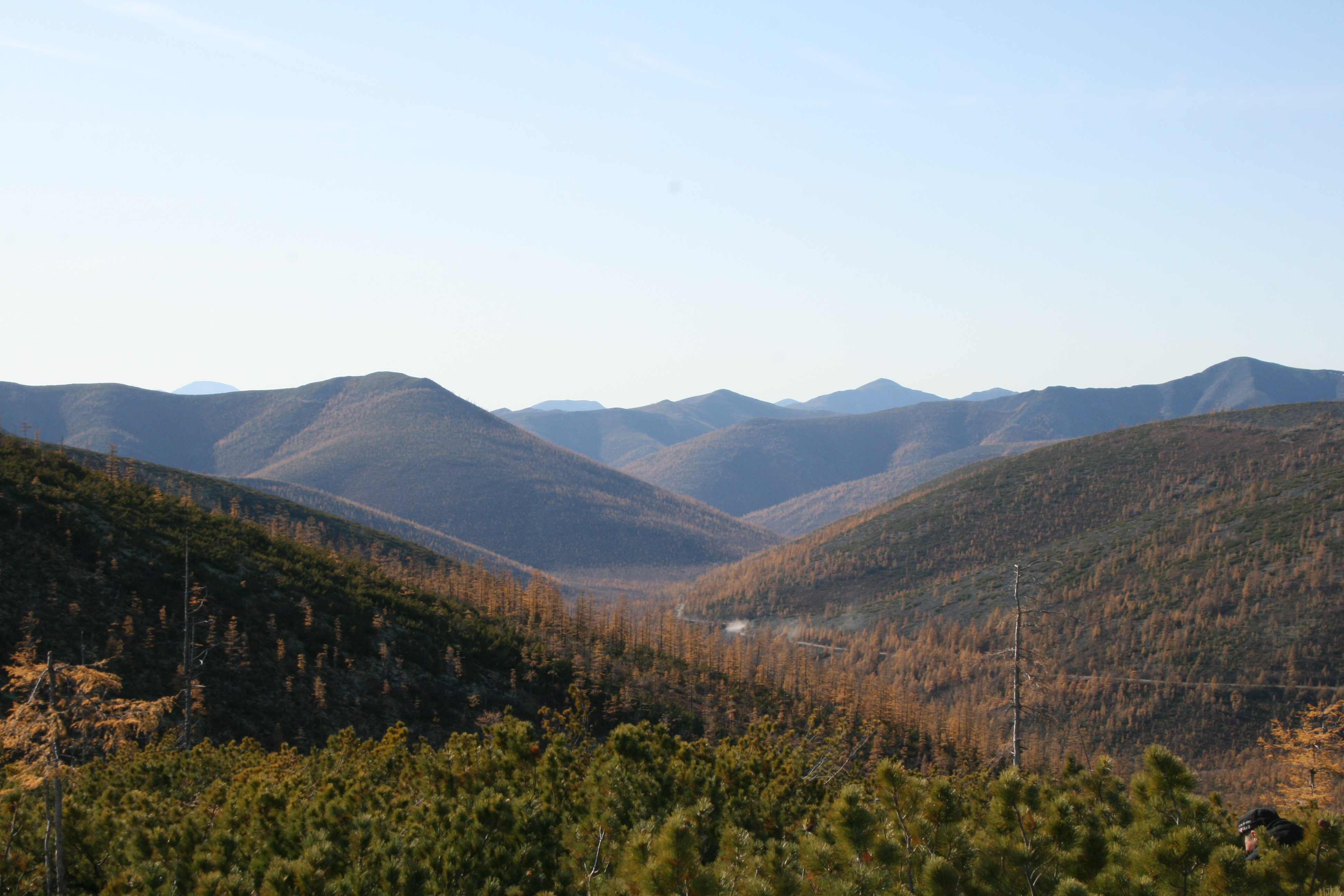
Montañas de Susuman
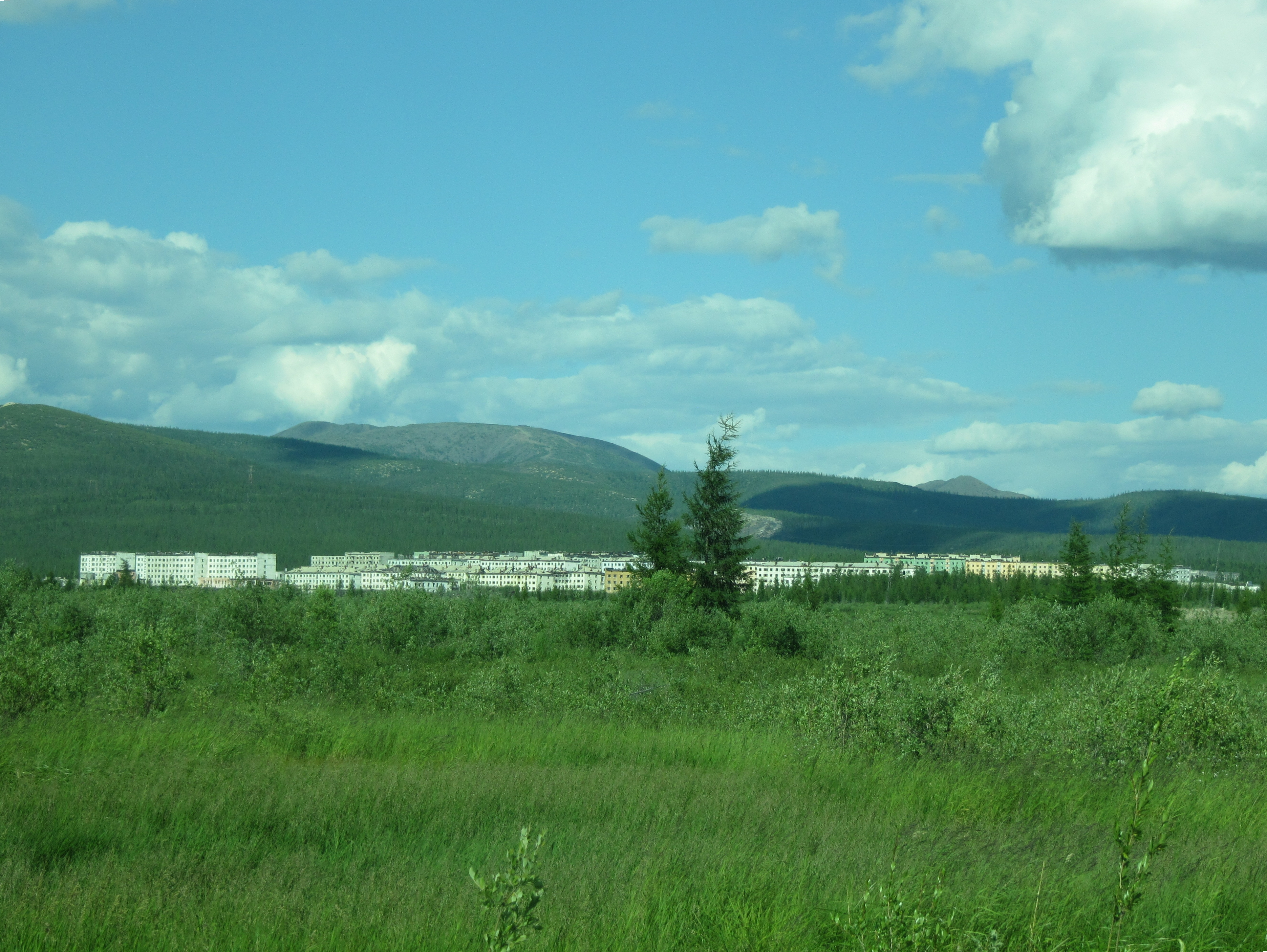
Kadykchan